# Rudolf Weber (Architekt, 1933)
Rudolf Felix Weber (* 15. Juni 1933 in Köln, Deutschland; † 30. Mai 2017 in Wien, Österreich) war ein österreichischer Architekt und Professor für Hochbau an der Akademie der bildenden Künste in Wien. Er arbeitete in Partnerschaft bzw. als Gesellschafter mit Gustav Peichl.

## Leben
Weber studierte von 1954 bis 1957 Architektur an der Akademie der bildenden Künste Wien bei Clemens Holzmeister. Danach setzte er mittels eines Stipendiums durch den Commonwealth Fund New York seine Ausbildung in den USA am M.I.T. und an der University of California fort, wo er 1959 als Master of Architecture graduierte.
Nach seiner Rückkehr nach Österreich begann er 1960 als Mitarbeiter im Architektenbüro Gustav Peichl zu arbeiten, das dieser fünf Jahre davor gegründet hatte. Im Jahr 1970 war er gemeinsam mit Engelbert Eder, Alfred Viktor Pal und Reiner Wieden Begründer der Architekturgruppe Atelier 18. In dieser Zeit war Weber etwa am Ernst-Theumer-Hof in Wien-Floridsdorf oder an der Filiale Märzstraße der Zentralsparkasse beteiligt. Im Jahr 1978 gewann er den zweiten Preis beim internationalen Wettbewerb für die Nationalbibliothek in Teheran.
Seit 1991 arbeitete Weber in Partnerschaft mit Gustav Peichl im Atelier Peichl & Partner und ab 2002 als Gesellschafter bei Peichl & Partner ZT GmbH. In dieser Zeit entstanden viele wichtige Gebäude, etwa das bis zur Fertigstellung des DC Towers höchste Gebäude Wiens, der Millennium Tower. Dieser war das erste Gebäude, das als Town-in-Town-Konzept in Österreich realisiert wurde. Weiters war Rudolf F. Weber an der Errichtung des Karikaturmuseums in Krems (2001) oder auch am ORF-Landesstudio NÖ (1998) beteiligt.
Parallel zur beruflichen Tätigkeit arbeitete Weber von 1973 bis 1979 als Assistent in der Meisterklasse für Architektur von Gustav Peichl an der Akademie der bildenden Künste und war von 1980 bis 2000 Professor für Hochbau an dieser Universität. Er wurde am Dornbacher Friedhof bestattet.